# فرانکو وارلا
فرانکو وارلا (انگلیسی: Franco Varrella؛ زادهٔ ۲۵ ژانویهٔ ۱۹۵۳) بازیکن فوتبال اهل ایتالیا است.
از باشگاه‌هایی که در آن بازی کرده‌است می‌توان به باشگاه فوتبال یوونتوس اشاره کرد.